# Morti nel 1084
| Questa pagina contiene informazioni ricavate automaticamente dalle voci biografiche con l'ausilio del template Bio e di un bot. L'aggiornamento è periodico e automatico e ricostruisce completamente la pagina. Se manca una persona in questa lista, sei pregato di non aggiungerla, ma accertati piuttosto che la sua voce biografica contenga il template Bio e che i dati anagrafici siano correttamente compilati. Se il template Bio manca, inseriscilo tu stesso o, in alternativa, metti l'avviso {{tmp\|Bio}} che ne segnala la mancanza. Se i dati riportati sono sbagliati, correggi direttamente la voce biografica; le modifiche saranno visibili in questa lista entro pochi giorni. Per chiarimenti vedi il progetto biografie. La lista contiene solo le 9 persone che sono citate nell'enciclopedia e per le quali è stato implementato correttamente il template Bio. Pagina aggiornata al 2 mag 2025. |

- 27 gennaio - Rainaldo, vescovo cattolico italiano
- 16 febbraio - Sigfrido I di Magonza, arcivescovo cattolico tedesco
- 28 marzo - Enrico di Biburgo, vescovo cattolico tedesco
- 13 aprile - Hoel II di Bretagna, conte
- 25 ottobre - Goffredo Grenonat, conte francese
- 20 novembre - Ottone II del Monferrato, sovrano italiano (n. 1015)
- Raymond Diocrès, presbitero, docente e predicatore francese
- Halsten di Svezia, re svedese
- Herfast, vescovo cattolico inglese